# Октябрьский район (Пенза)
Октябрьский район — один из четырёх районов районов Пензы, расположен в северо-западной части города. Район образован 28 апреля 1962 года.

## Микрорайоны и улицы
В черту Октябрьского района входят: индивидуальная застройка "Заря-1"; индивидуальная застройка "Заря-2"; индивидуальная застройка ЗИФ; индивидуальная застройка "Северная Поляна"; свх "Заря". По состоянию на начало 2015 года в составе территории Октябрьского района числятся 2 проспекта (Победы и Строителей), 153 улицы, 143 проезда, 7 переулков, 1 шоссе, 56 территорий садоводческих товариществ, 3 дороги, 1 железнодорожная станция, а также территории села Арбеково, посёлка Нефтяник, посёлка Ухтинка, посёлка Арбеково; посёлка Побочино и др. [2] Его общая площадь составляет (на август 2009 года) 81,7288 км², включая незастроенные территории за пределами города. Неформально район подразделяют на 4 микрорайона: Арбеково, Заводской, Северная поляна и Заря (коттеджный посёлок). Арбеково — самый крупный и наиболее плотно заселённый микрорайон Пензы. На его сравнительно небольшой площади (чуть менее 7 км², примерно 1/42 часть площади города) проживает около 125 тыс. человек.

## Население
| 1970     | 1979     | 1989     | 2002     | 2009     | 2010     | 2012     |
| -------- | -------- | -------- | -------- | -------- | -------- | -------- |
| 147 270  | ↗212 267 | ↘180 472 | ↗182 674 | ↘178 763 | ↗180 880 | ↗181 507 |
| 2013     | 2014     | 2015     | 2016     | 2017     | 2018     | 2020     |
| ↘180 591 | ↗181 611 | ↗182 175 | ↘181 530 | ↗181 749 | ↗183 160 | ↘182 336 |
| 2021     |          |          |          |          |          |          |
| ↘171 345 |          |          |          |          |          |          |

## Промышленность и торговля
На территории района зарегистрировано более 5147 хозяйствующих субъектов различных форм собственности, сосредоточен основной промышленный потенциал города. Важную роль играют крупные и средние промышленные предприятия, такие как: ОАО «ПО „Электроприбор“», ФГУП «ППО ЭВТ» Архивная копия от 15 марта 2022 на Wayback Machine, ОАО «Тяжпромарматура», ОАО «НИИПТХиммаш», ОАО «Радиозавод», ОАО НПП «Рубин», ОАО «Пензенский хлебозавод № 2», ОАО «Мясоптицекомбинат „Пензенский“». Также действуют предприятия, представляющие сферы бытового обслуживания, торговли, общественного питания, автосалоны «БМВ», «Изар-авто», «Тойота» и другие .

## Здравоохранение
Представлено такими медицинскими учреждениями, как «Городская больница N 1», «Городская клиническая больница скорой медицинской помощи им. Г. А. Захарьина», «Областная наркологическая больница», «Онкологический диспансер», «Федеральный центр сердечно-сосудистой хирургии», «Пензенский областной госпиталь для ветеранов войн», «Пензенский городской родильный дом № 1».

## Образование
На территории района расположены ФГБОУ ВО «Пензенский университет архитектуры и строительства», ФГБОУ ВО «Пензенский государственный технологический университет», 5 отделений ГБОУ СПО ПО «Пензенский многопрофильный колледж», 5 гимназий, 18 средних общеобразовательных школ, 2 лицея, 1 лицей-интернат, 1 специальная (коррекционная) общеобразовательная школа-интернат, 14 детских садов.

## Спорт
Для развития физической культуры и спорта в районе действует 65 спортивных площадок, Дворец спорта «Буртасы», каток АНО ЦСРФКС «Лидер», 4 спортивных комплекса, 7 физкультурно-оздоровительных комплексов. Велотрек «Сатурн».

## Культура
На территории района находятся Парк культуры и отдыха «Комсомольский», Детский парк имени Ульяновых, парк Победы, МБУ «Центр культуры и досуга» (ДКиТ им. Кирова), МУ «Центр хореографического искусства г. Пензы» (Д/К 40-летия Октября), МБОУ ДОД «Станция юных техников № 1 г. Пензы», МБОУ ДОД «Дом детского творчества № 1 г. Пензы» , МБОУ ДОД «Детская школа искусств г. Пензы», 7 библиотек, 3 музыкальных школы. Также имеются памятники и стелы: Памятник в честь открытия парка Победы, Памятник воинам-пензенцам, погибшим в локальных войнах, памятники В. И. Ленину в ПКиО «Комсомольский» и на ул. Островной, памятник С. М. Кирову на ул. Ленина (снесен в 2013 году. Место нахождение скульптуры неизвестно), памятник Р. И. Аустрину, стела «Орден Ленина», стела «Орден Победы», стела «Истребитель-перехватчик Су-9».